# ملعب شابان-دلماس

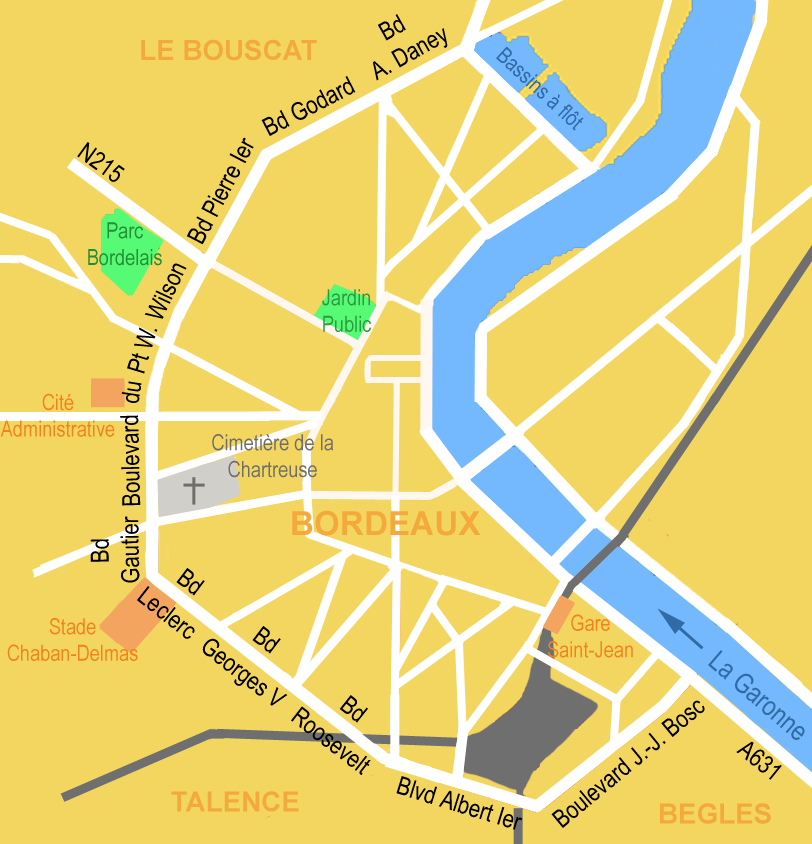
تخطيط للملعب في مدينة بوردو

ملعب شابان-دلماس ملعب رياضي يقع في مدينة بوردو ، فرنسا . يعتبر الملعب الرسمي لنادي بوردو.
حتى سنة 2001 كان اسم الملعب هو بارك ليسكيور ولكن تم تغيير إلى الاسم الحالي تكريما ووفاءً لرئيس الوزراء الفرنسي السابق وعمدة مدينة بوردو جاك شابان-دلماس من 1945 إلى 1995.
بني للمرة الأولى في سنة 1930 ليكون خاصا لسباقات الدراجات الهوائية. في سنة 1935 تم اختياره لاستضافة بعض مباريات بطولة كأس العالم لكرة القدم 1938. لقد كان أول ملعب في العالم يكون مغطى بالكامل من دون أن يتم عرقلة الرؤية بواسطة الرافعات. اعتبارا من سنة 1984 فإن الغطاء لم يعد يغطي جميع مقاعد الملعب بسبب التوسعة التي حدثت للملعب.
تبلغ سعة الملعب 34,462 مقعد حيث استضاف بعض مباريات بطولة كأس العالم لكرة القدم 1998. الرقم القياسي في عدد حضور الملعب كان 40,211 متفرج في 24 أبريل 1985 أثناء مباراة إياب الدور النصف النهائي من بطولة دوري أبطال أوروبا بين نادي يوفنتوس ونادي بوردو. استضاف الملعب أيضا بعض مباريات بطولة كأس العالم للرجبي 2007.

## كأس العالم 1938
قررت اللجنة المنظمة لبطولة كأس العالم لكرة القدم 1938 أن يستضيف الملعب مباراتين في منافسات البطولة وهي إحدى مباريات الدور الربع النهائي ومباراة تحديد صاحب المركز الثالث علما بأن سعة الملعب آنذاك كانت 25 ألف مقعد .
- البرازيل 2-1  تشيكوسلوفاكيا (الدور الربع النهائي)
- السويد 2-4  البرازيل (تحديد المركز الأول)

## كأس العالم 1998
قررت اللجنة المنظمة لبطولة كأس العالم لكرة القدم 1998 أن يستضيف الملعب 5 مباريات في منافسات البطولة حسب التالي :
- إيطاليا 2-2  تشيلي : 11 يونيو 1998 (المجموعة الثانية)

الحضور : 31,800 متفرج
الأهداف : فييري (10) سالاس (45 ، 49) باجيو (85)
- اسكتلندا 1-1  النرويج : 16 يونيو 1998 (المجموعة الأولى)

الحضور : 31,800 متفرج
الأهداف : فلو (46) بورلي (66)
- بلجيكا 2-2  المكسيك 20 يونيو 1998 (المجموعة الخامسة)

الحضور : 31,800 متفرج
الأهداف : فيلموتس (41 ، 47) غارسيا أسبي (55 ركلة جزاء) بلانكو (62)
- السعودية 2-2  جنوب أفريقيا : 24 يونيو 1998 (المجموعة الثالثة)

الحضور : 31,800 متفرج
الأهداف : بارتلت (19 ، 90 ركلة جزاء) الجابر (45 ركلة جزاء) الثنيان (74 ركلة جزاء)
- الأرجنتين 1-0  كرواتيا : 26 يونيو 1998 (المجموعة الثامنة)

الحضور : 31,800 متفرج
الأهداف : بينيدا (36)
- رومانيا 0-1  كرواتيا : 30 يونيو 1998 (الدور الربع النهائي)

الحضور 31,800 متفرج
الأهداف : سوكر (45+2 ركلة جزاء)